# Goon Moon
Goon Moon es una banda de rock estadounidense compuesta por Jeordie White (también conocido como Twiggy Ramirez, de Marilyn Manson) y Chris Goss. La banda publicó un mini-LP llamado I Got a Brand New Egg-Layin' Machine y ha grabado un disco llamado Licker's Last Leg, el cual fue publicado el 8 de mayo de 2007. En el álbum colaboran Josh Homme, Josh Freese y Dave Catching. Jeordie adoptó el nombre artístico de Twiggy Ramirez y volvió a Marilyn Manson el 9 de enero de 2008. Aun así, la banda sigue junta y, según su My Space, tienen planeado sacar nuevos discos en un futuro.

## Miembros
- Jeordie White
- Chris Goss
- Fred Sablan
- Edmund P. Monsef
- David "Jonesy" Henderson

## Discografía
- 2005 - I Got a Brand New Egg Layin' Machine (Suicide Squeeze Records)
- 2007 - Licker's Last Leg (Ipecac Recordings)